# Scharhörn
Scharhörn és una illa alemanya al llevant de la badia de Helgoland, al mig de l'estuari exterior del riu Elba. Forma part del barri de Neuwerk, un exclavament del districte Hamburg-Mitte. Té una superfície de 43 hectàrees i és part del parc natural nacional Hamburgisches Wattenmeer, considerat com un geòtop d'importància supraregional. L'únic habitant n'és un guardia carregat de la protecció de l'avifauna.

El nom prové del banc de sorra Scharhörnplate al qual per sedimentació es van desenvolupar les illes de Scharhörn i Nigehörn

Mapa de l'Elba inferior per Willem Blaeu, 1628

Willem Blaeu descriu la zona al seu mapa del 1628 com a Schorhörn, que probablement prové de schorre, terra submergible a maror ciclònica, i -hörn que significa punta. Al mar de Wadden, els efectes d'erosió, sedimentació, formació de dunes pel vent i marejades fan que les fronteres entre illes, bancs de sorra i priels canvien contínuament, si l'home no intervé amb la construcció de dics.

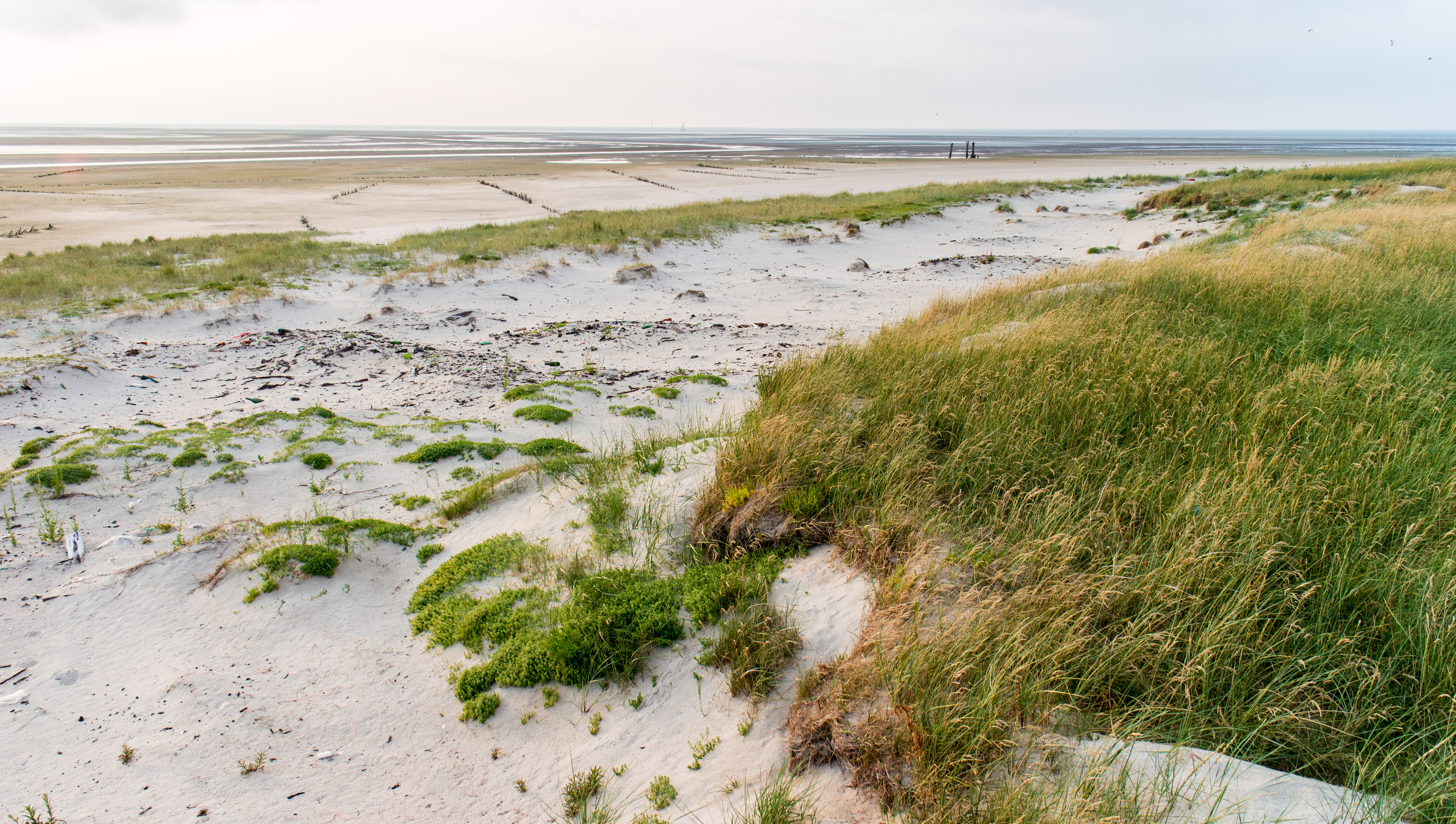
Platja nord-oest

Des de l'edat mitjana i fins al 1937 pertanyia a la ciutat hanseàtica d'Hamburg, quan en aplicació de la Llei de l'àrea metropolitana d'Hamburg va passar a Prússia. El 1969, pel Pacte de Cuxhaven conclòs el 1961 tornà a Hamburg. Per aquest bescanvi de territori, el port d'Hamburg esperava poder construir un avantport d'alta mar i paliar els problemes de calat de l'Elba.
La ciutat d'Hamburg va abandonar el projecte, sota la influència de protestes i en adonar-se d'el cost enorme i l'escàs suport de la indústria. Després es va crear el parc natural Mar de Wadden hamburguès, que des del 2009 va ser declarat Patrimoni de la humanitat amb la resta del Mar de Wadden.